# Aspicarpa congestiflora
Aspicarpa congestiflora är en tvåhjärtbladig växtart som först beskrevs av Adrien Henri Laurent de Jussieu, och fick sitt nu gällande namn av Emil Hassler. Aspicarpa congestiflora ingår i släktet Aspicarpa och familjen Malpighiaceae. Inga underarter finns listade i Catalogue of Life.